# Liejbbeålmáj
Liejbbeålmáj är en gudom i samisk religion. Han är jaktens gud, och dyrkades främst av män som blivit vuxna och fått ansvaret för jakt och andra sysslor som räknades till den fullvuxna mannens roll. 